# Emiliano Reali
Emiliano Reali (3 de noviembre de 1976, Roma) es un escritor y bloguero italiano. Algunos de sus libros han sido traducidos al inglés es español. Actualmente vive en Roma.

## Biografía
Originario de Roma, nació el 3 de noviembre de 1976, e inició su carrera de escritor en el 2001, ganando el premio literario Giovani parole (Jóvenes palabras) que se celebra en la escuela Holden de Turín con La corda d'argento (El cordón de plata), que después fue incluida en la colección Sul ciglio del Dirupo (Al borde).
Sus libros tratan sobre temáticas y problemáticas sociales de una manera delicada, involucrando a los más jóvenes en las fábulas y romances de fantasía, en las que, sin embargo, narra los romances e historias sin omitir detalles a veces duros y violentos de la sociedad contemporánea.
Reali publicó en 2004 su primera obra, Ordinary, donde nos muestra y denuncia la homofobia y las dificultades de un joven homosexual. El libro ha sido un espectáculo teatral para el "proyecto especial Teatro 2007/2008" patrocinado por el Comune di Roma y por la SIAE.
En 2008 publicó la fábula ilustrada para niños Il cristallo del cuore (El cristal del corazón), donde afronta las cuestiones del respeto a la naturaleza y la importancia de ayudar al próximo, que junto a la siguiente obra, La reggia di Luce (El palacio de la luz) en 2009, han sido adoptadas como textos de literatura en varias escuelas primarias.
En 2009 publicó su segunda novela Se Bambi fosse trans? (¿Si Bambi fuera trans?), tema LGBT, tratando la identidad de género y orientación sexual. El libro ha captado la atención de la crítica  y de la comunidad gay siendo una de las primeras novelas en afrontar el tema de la transexualidad.
En el siguiente año, en 2010, publicó dos cuentos en dos antologías: el primero: Dannato, in Controcuore y el segundo, Laura Pausini, en Diva Mon Amour, donde sus beneficios se han destinado parcialmente a la lucha contra el SIDA.
En 2011 publicó la Novela fantástica, Il seme della speranza (Las semillas de la esperanza), que compara el mundo fantástico con la sociedad actual, subrayando el proceso degenerativo causado por el deseo de poder y dinero. Junto a Maurizio Rigatti ha escrito el sujeto y la escenografía del cortometraje Santallegria, donde los actores que protagonizaron el film fueron Serena Grandi y Monica Scattini.
En 2012 fue publicada su recopilación de cuentos Sul ciglio del dirupo (Al borde), con prólogo de Jonathan Doria Pamphilj, que recoge los cuentos escritos en el arco de un decenio focalizándose sobre la alteridad. Este conjunto recibió el patrocinio de Roma Capitale para su valor social.
Por el constante empeño contra cualquier forma de discriminación, en 2012 entró a formar parte del comité de honor de la asociación Equality Italia, fundada por Aurelio Mancuso, donde se define como “el primer lobby italiano sobre derechos civiles”.
En mayo de 2013 publicó una nueva versión de Ordinary, totalmente reescrita: este libro es el primer AR Book en utilizar la realidad aumentada. Del mismo libro se ha realizado la versión cómic.
En diciembre de 2014, su libro Sul ciglio del dirupo se publicó con el título On the edge en una versión bilingüe anglo-italiana para el mercado americano. Reali fue a presentar el libro en la Universidad de Nueva York y en el Instituto de cultura italiana en la embajada de Washington D. C.
En 2015, en el mercado americano se publicará en inglés su obra Se Bambi fosse trans?.
En noviembre de 2015, un nuevo editor - Meridiano Zero del grupo Odoya- republicado Se Bambi fosse trans? en una nueva edición y también ha publicado simultáneamente su secuela Maschio o femmina? (Hombre o mujer?),  y en 2017 publica el tercer libro que cierra la trilogía de Bambi Ad ogni costo (A cualquier costo).  Además de dedicarse a escribir libros, Reali escribe la columna Nel giardino delle parole (en el jardín de las palabras) en el Huffington Post (edición italiana), donde habla de libros, y colabora con el periódico Il Mattino y Il Riformista.
En 2021 ¿Si Bambi fuera trans? se publicó en español en España, México y Argentina y en 2022 Reali publica "Bambi. Historia de una metamorfosis", un libro muy bien recibido por la crítica y el público y recientemente colaboró en la serie Refuge producida por Lucky Red.
En 2024 colaboró en la realización del volumen universitario "Manual de estudios LGBTQIA+" (Utet), contribuyendo con dos módulos: uno sobre narrativa LGBTQIA+ y otro sobre periodismo LGBTQIA+. Posteriormente, publicó un cuento en el volumen fotográfico "Pride" (Scripta Maneant).
Se han vendido los derechos de adaptación cinematográfica de "Bambi. Historia de una metamorfosis", se ha obtenido una aportación económica del Ministerio de Cultura y se está preparando una película basada en el primer capítulo de la trilogía.

## Obra

### Novelas
- Ordinary (Serarcangeli Editore, 2004) ISBN 88-7408-047-6

- Se Bambi fosse trans? (Edizioni Azimut, 2009) ISBN 978-88-6003-098-6

- Ordinary ARBook (Edizioni Ded'A, 2013) ISBN 978-88-96121-83-2

- Se Bambi fosse trans? (Edizioni Meridiano Zero, 2015)   ISBN 978-88-8237-345-0

- Maschio o femmina? (Edizioni Meridiano Zero, 2015)  ISBN 978-88-8237-346-7

- Ad ogni costo (Edizioni Meridiano Zero, 2017)  ISBN 978-88-8237-464-8

- Bambi. Storia di una metamorfosi (Avagliano, 2022)  ISBN 978-88-8309-432-3

### Cuentos
- Dannato, en Controcuore (Edizioni Azimut, 2010) ISBN 978-88-6003-113-6

- Laura Pausini, en Diva Mon Amour (Edizioni Azimut, 2010) ISBN 978-88-6003-123-5

### Colección de historias
- Sul ciglio del dirupo (Edizioni Ded'A, 2012) ISBN 978-88-96121-79-5
- Pride (Scripta Maneant, 2024)                               ISBN 979-12-80717-64-1

### Libros para niños y adolescentes
- Il cristallo del cuore (Edizioni EdiGiò, 2008) ISBN 978-88-6205-133-0

- La reggia di luce (Edizioni EdiGiò, 2009) ISBN 978-88-6205-030-2

- Il seme della speranza (Diamond Editore, 2011) ISBN 978-88-96650-00-4

### Graphic Novel
- Ordinary (Edizioni Ded'A, 2013) ISBN 978-88-96121-90-0

### Libros bilingües
- On the edge (Edizioni DeBooks, 2014) ISBN 978-09-90787-41-9

### Cortometrajes
- Santallegria , dirigida por Maurizio Rigatti (2011)

### Ensayos
- Manuale di studi LGBTQIA + (Utet, 2024)            ISBN 978-88-6008-954-0